# Колібрі-лісовичок мексиканський
Колі́брі-лісовичо́к мексиканський (Eupherusa ridgwayi) — вид серпокрильцеподібних птахів родини колібрієвих (Trochilidae). Ендемік Мексики. Вид названий на честь американського орнітолога Роберта Ріджвея

## Опис
Довжина птаха становить 9—10 см, самці важать 3,6—4,2 г, самиці 3,6 г. Передня частина тімені фіолетово-синя, задня частина тімені синьо-зелена, решта верхньої частини тіла зелена. Горло смарагдово-зелене, блискуче, живіт і гузка темно-зелені. Хвіст дещо роздвоєний, синювато-чорний. Дзьоб прямий, чорний.
У самиць верхня частина тіла переважно зелена, крила і хвіст більш темні, за очима білі плямки. Нижня частина тіла світло-сіра, на грудях з боків зелені плями. Хвіст дещо роздвоєний, синювато-чорний, центральні стернові пера мають зеленуватий відтінок. Крайні стернові пера поцятковані білими плямками. Фіолетова пляма на тімені у самиць відсутня.

## Поширення і екологія
Мексиканські колібрі-лісовички мешкають в горах на заході Мексики, в штатах Наярит, Халіско і Коліма. Вони живуть у вологих субтропічних лісах, на тінистих кавових плантаціях та в заростях у каньйонах і на берегах струмків. Зустрічаються на висоті від 250 до 1200 м над рівнем моря. Ведуть осілий спосіб життя. Живляться нектаром квітучих рослин з родин маренових і імбриних, нектаром епіфітів з родин бромелієвих і вересових, нектаром омели, а також дрібними безхребетними, яких збирають з рослинності або ловлять в польоті. Гніздяться у лютому-березні.

## Збереження
МСОП класифікує цей вид як вразливий. За оцінками дослідників, популяція мексиканських колібрі-лісовичків становить від 6 до 15 тисяч дорослих птахів. Їм загрожує знищення природного середовища.